# Regelbau 612

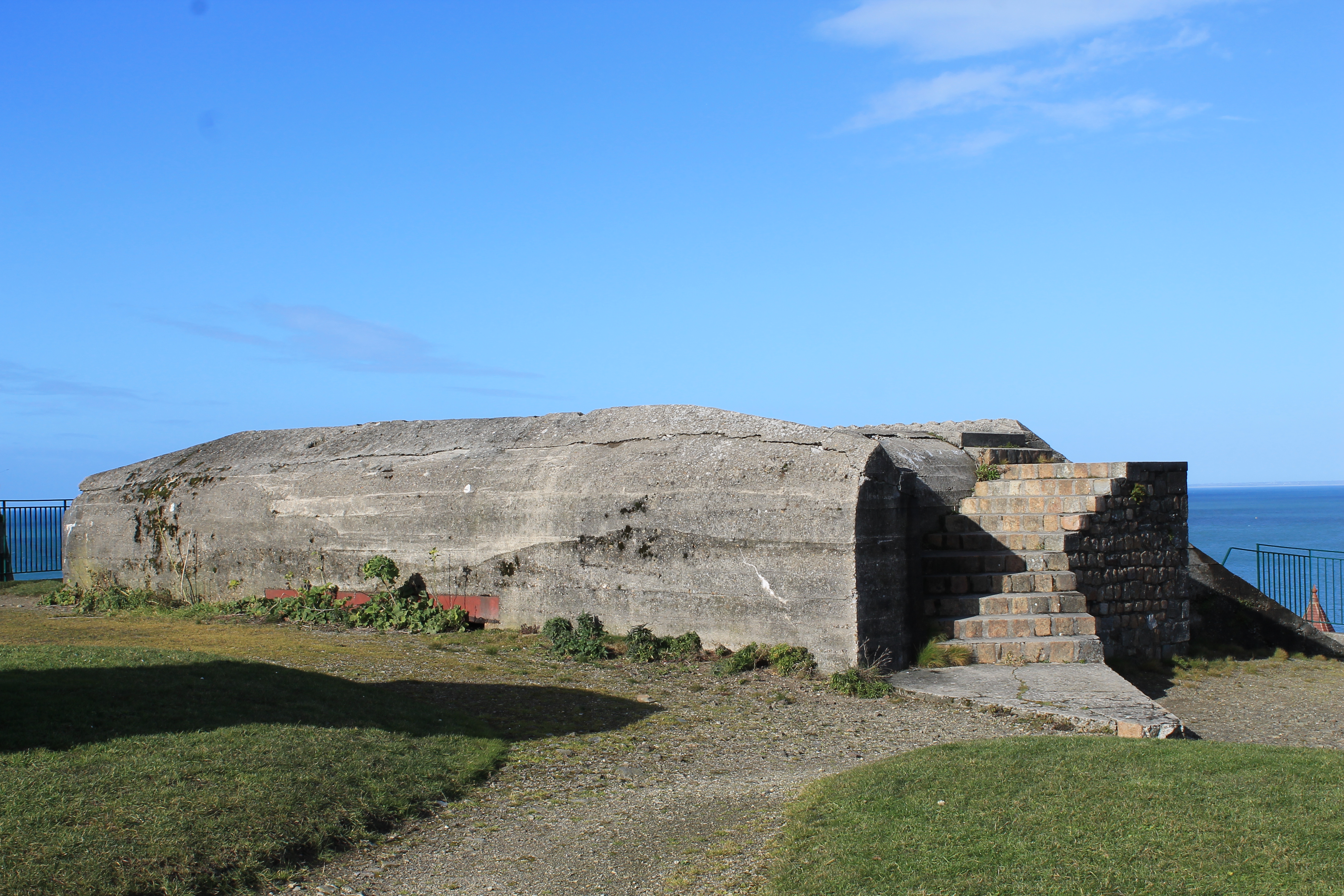
Vue arrière d'une casemate de type 612 à Granville.

La casemate de type Regelbau 612 est une casemate répondant au standard Regelbau. Sa mission était de servir d'abri pour un canon de campagne.

## Construction
Sa construction nécessite 385 m3 de béton et une excavation de 120 m3 pour l’insertion dans le sol. Il est l’une des plus petites casemates de la série 600,.

## Architecture
Cette casemate fait 15,10 m de long pour 9 m de large et 5,10 m de haut.

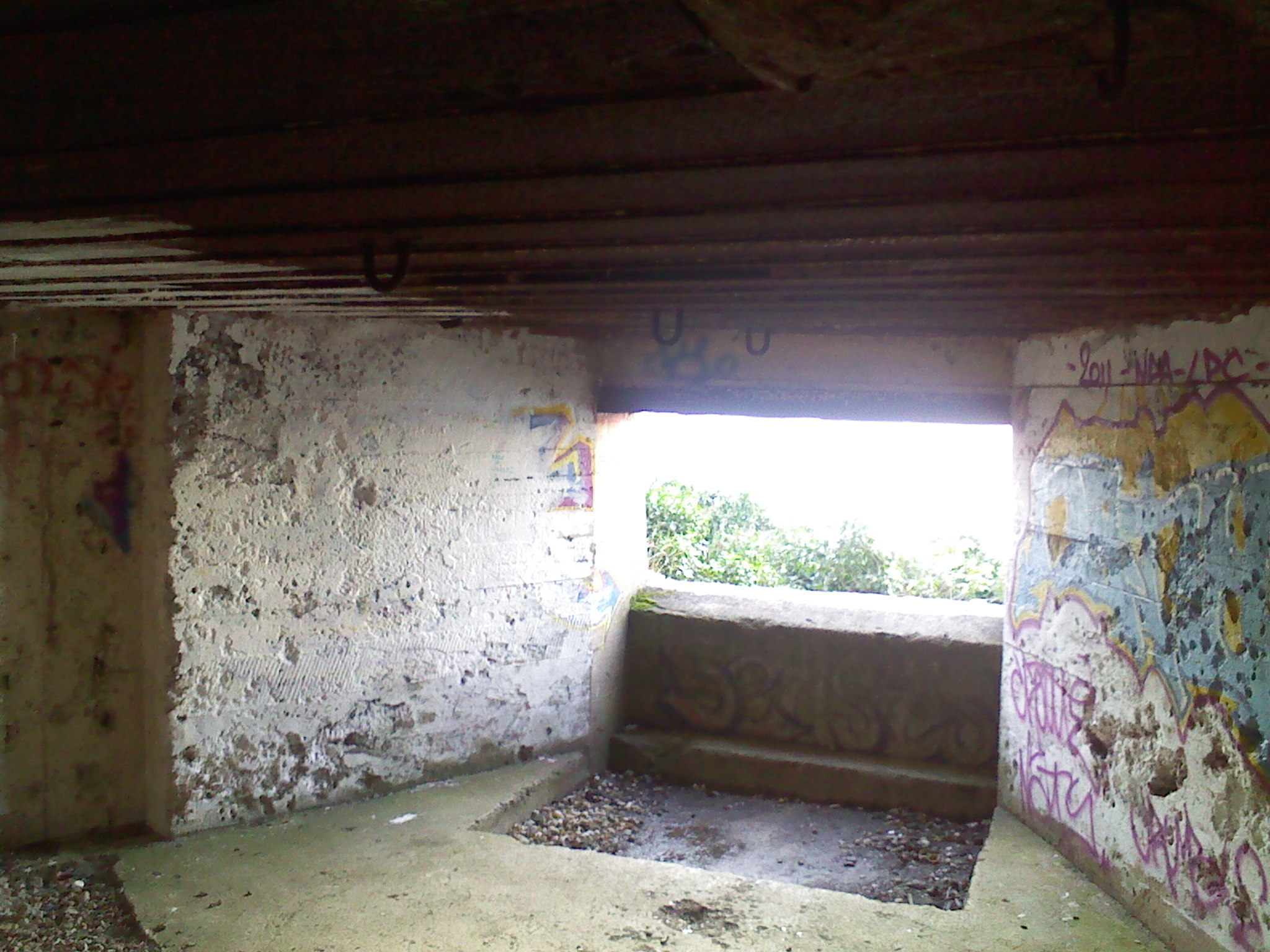
Intérieur d'une casemate de type 612 à Hillion.

Elle comprend une chambre unique équipée de deux soutes pour 200 munitions chacune. Elle est prévue pour abriter un canon de campagne. Généralement, il s'agit d'un canon faisant entre 75 mm et 105 mm.

## Exemplaires
Environ 699 casemates de ce type ont été construites.
Elles sont principalement présentes aux Pays-Bas,, en Norvège et en France,,.